# Alton, Iowa
Alton är en stad i Sioux County i Iowa. Vid 2020 års folkräkning hade Alton 1 248 invånare.